# Laphria breonii
Laphria breonii är en tvåvingeart som beskrevs av Macquart 1838. Laphria breonii ingår i släktet Laphria och familjen rovflugor.
Artens utbredningsområde är Réunion. Inga underarter finns listade i Catalogue of Life.